# Semiothisa everiata
Semiothisa everiata är en fjärilsart som beskrevs av Achille Guenée 1858. Semiothisa everiata ingår i släktet Semiothisa och familjen mätare. Inga underarter finns listade i Catalogue of Life.